# Russellaleyrodes cumiugum
Russellaleyrodes cumiugum es un hemíptero de la familia Aleyrodidae, con una subfamilia: Aleyrodinae.
Russellaleyrodes cumiugum fue descrita científicamente por primera vez por Singh en 1932.